# Красноглазка-зеленушка
Красноглазка-зеленушка, или эритромма малая (лат. Erythromma viridulum), — вид равнокрылых стрекоз из семейства стрелок.

## Описание

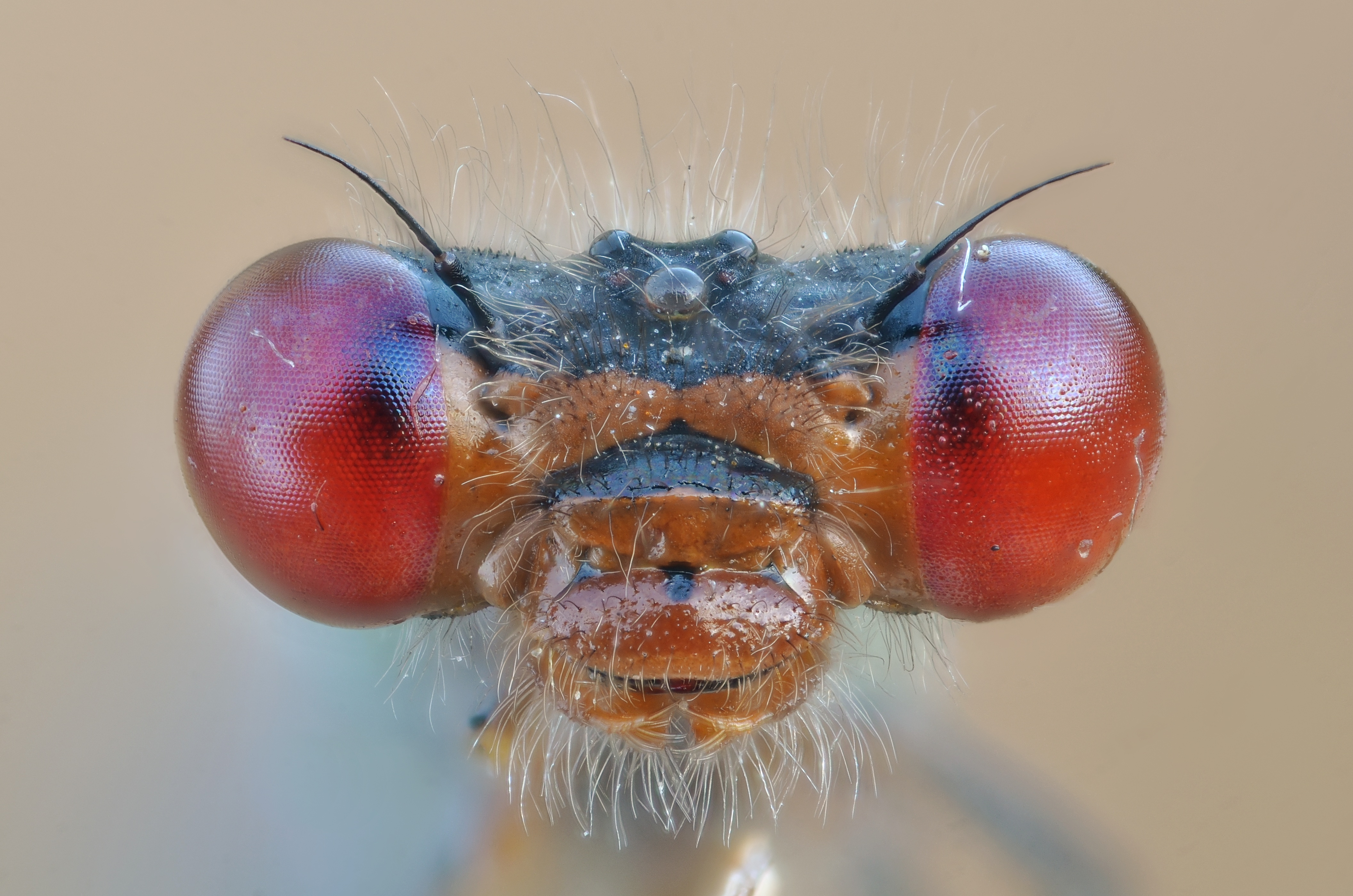
Голова крупным планом

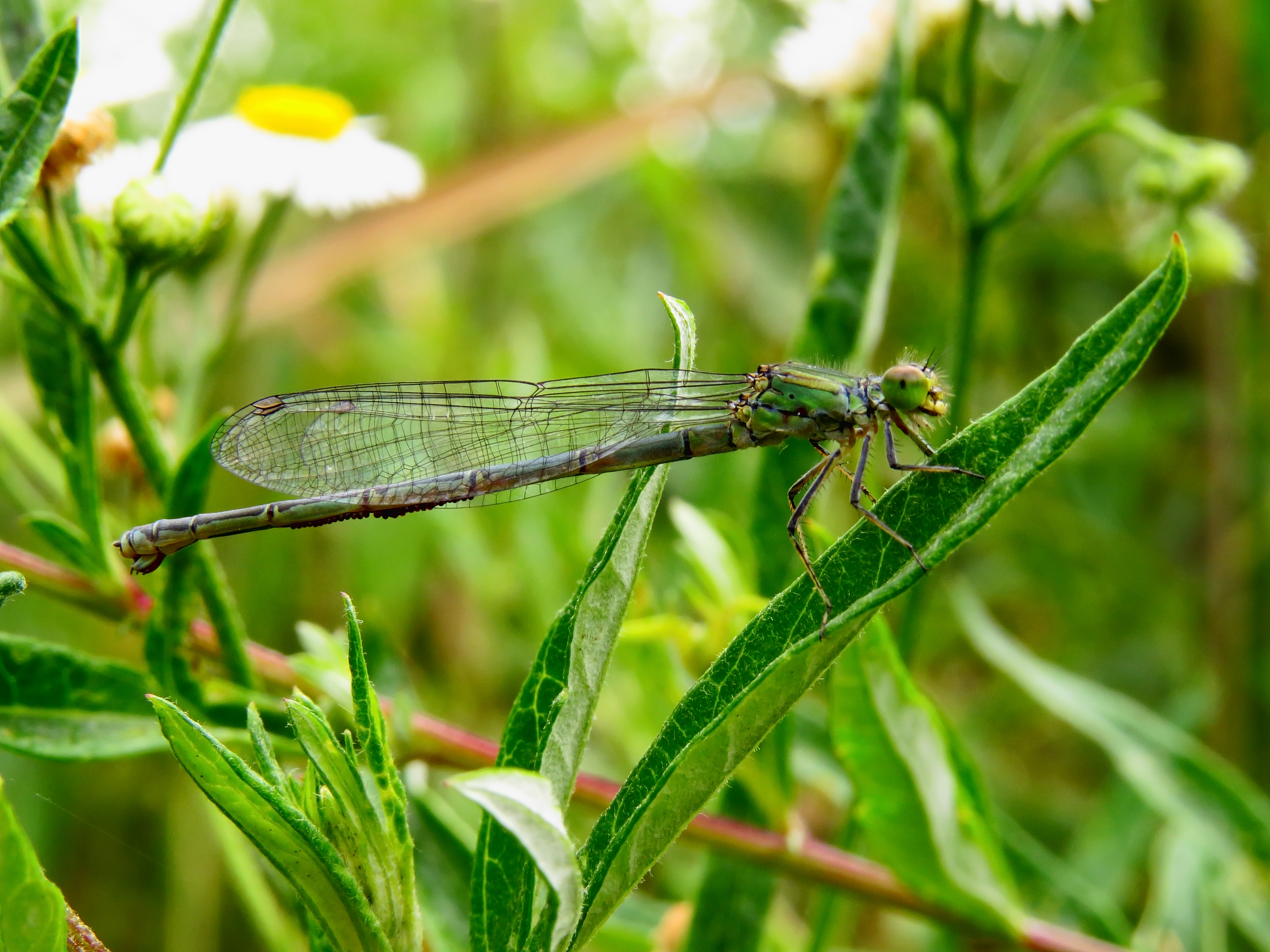
Самка

Длина 26—32 мм, брюшко 22—25 мм, заднее крыло 16—20 мм. Голова широкая. Птеростигма прямоугольная, узкая, равная одной ячейке. Под птеростигмой поперечные жилки отсутствуют. Ноги чёрного или тёмно-серого цвета. Окраска брюшка бронзово-чёрная, с некоторым металлическим блеском. Верхняя часть затылка также бронзово-чёрная, без светло окрашенных пятен. У самцов глаза красного цвета. Брюшко на верхней стороне бронзово-чёрное, без голубого налета. Пятна брюшка голубого цвета. Доплечевые полоски светлые, прерванные. Х тергит брюшка голубого цвета, с Х-образным чёрным рисунком. У самки задний край переднеспинки округленный, с узкой вырезанной пластиной посредине. Брюшко наверху бронзово-чёрного окраса, с зелёными пятнами. Светлые доплечевые полосы полные. Анальные придатки чёрного цвета.

## Биология
Связан со стоячими или заболоченными небольшими водоёмами. Устойчив к высоко минерализованным и засоленным водоёмам. Развитие личинок длится около года.

## Ареал
Южноевропейский вид, в пределах России населяет юг её европейской части. Встречается в Крыму.
На Украине найден в Закарпатье, в Киевской, Полтавской, Днепропетровской, Одесской, Херсонской, Запорожской областях.